# Либман, Андреа
Андреа Ева Либман (англ. Andrea Eva Libman; род. 19 июля 1984 года в Торонто, Онтарио, Канада) — канадская актриса кино и озвучивания.

## Карьера
Наиболее известна своими голосовыми ролями в мультсериалах «Жемчуг дракона», «Madeline», три серии «Люди Икс: Эволюция», в «ReBoot», «Dragon Tales» и «Финли — пожарная машина». В настоящее время занимается озвучиванием Пинки Пай и Флаттершай в «Дружба — это чудо», Цилиндрией в «Pac-Man and the Ghostly Adventures» и пчёлкой Майей в 3D мультсериале «Новые приключения пчёлки Майи».
Она также снималась в таких фильмах и телесериалах, как «Секретные материалы», «Горец», «Сьюзи Кью», «The Lotus Eaters» и «Lyddie».

## Личная жизнь
Андреа заявила в Твиттере, что английский родной для неё язык, но читать на французском она научилась раньше.